# Cyrkl
Cyrkl je český startup, který funguje jako digitální odpadové tržiště. Cílem je propojovat nabídku a poptávku v oblasti odpadů, druhotných surovin a vedlejších produktů výroby, a zpřehlednit tak nakládání s odpady. Propojování se uskutečňuje skrze online platformu, na které mohou uživatelé nabídnout své odpady a další materiály zdarma. Propojování uživatelů probíhá za pomoci strojového učení. Aktivně se také na propojování podílí odpadoví experti, kteří se snaží najít využití maximálnímu počtu materiálů. Platforma působí v oblasti střední Evropy.
Cyrkl vznikl v roce 2019 jako Burza druhotných surovin, zakladatelem je inovativní ekonom Cyril Klepek. Po devíti měsících se firma v lednu 2020 transformovala do Digitálního odpadového tržiště, které nyní působí aktivně ve více než 4 státech Evropy. Firma také publikuje časopis, vystupuje na oborových konferencích a pořádá vzdělávací webináře. Burza si také klade za cíl sloužit obcím a firmám, které poptávají levný zdroj druhotných surovin pro svou potřebu.